# Normă juridică
Norma de drept este o regulă de conduită generală, impersonală și obligatorie, instituită sau sancționată de autoritatea publică, stabilită de stat într-o formă specifică dreptului (lege, decret, ordonanță, hotărâre de guvern, ordin al unui  ministru, hotărâri și dispoziții a unei autorități), aplicată din conștiința juridică a oamenilor și, în caz de abatere, prin constrângerea asigurată de autoritatea publică. 

## Semne ale statului de drept
Dispozițiile legale au următoarele caracteristici:
1. Caracter general. Incertitudinea destinatarului nu este personalizată (spre deosebire de actele de aplicare a legii). Acestea reglează relațiile tipice și sunt destinate utilizării repetate.
2. Legarea generală. Regulile de drept sunt obligatorii pentru toți cei cărora li se adresează.
3. Specificitatea conținutului. Realizat de simplitatea textului normei, precum și de utilizarea pe scară largă a termenilor legali bine-cunoscuți și specifici.
4. Certitudine oficială. Normele de drept, de regulă, sunt fixate în actele juridice ale statului și stabilesc în mod clar drepturile și obligațiile.
5. Microsistem. Statul de drept apare sub forma unui microsistem specific care constă în astfel de elemente comandate reciproc ca ipoteză, dispoziție și sancțiune.

## Structura statului de drept
Statul ideal de drept constă în trei elemente structurale - ipoteză, dispoziție și sancțiune (structura "Dacă (ipoteza), apoi (dispoziția), altfel (sancțiunea)"). Aplicabilitatea regulilor de drept se realizează în funcție de relație: regulile care stabilesc existența unui fapt legal; norme care fixează diversitatea procesului de aplicare; reguli de drept, stabilirea proceselor de utilizare și executarea pedepsei.
Ipoteza (dacă ...) face parte dintr-o normă juridică, care indică circumstanțe de viață specifice, în prezența sau absența cărora se aplică această normă de drept. Ipoteza conține nu numai regula de comportament a subiecților legii pe care statul o dorește, ci și descrie aceste circumstanțe și le dă înțelesul unui fapt legal.
În funcție de numărul de condiții, ipotezele sunt împărțite în simple și complexe:
- O simplă ipoteză implică o singură condiție prin care se implementează norma juridică.
- O ipoteză complexă asociază acțiunea unei norme cu prezența a două sau mai multe condiții. O variantă a unei ipoteze complexe este o alternativă: una dintre circumstanțele factuale enumerate în ea este suficientă pentru ca statul de drept să aibă efect.

În funcție de forma de exprimare, se disting și ipotezele abstracte și casuiste.
- Ipoteza abstractă (cea mai comună) indică condițiile normei, se concentrează asupra caracteristicilor lor comune, generice. Aceasta contribuie la limitele rezonabile ale volumului și stabilității materialului de reglementare.
- Ipoteza casuistică conectează implementarea unei norme legale, apariția, modificarea sau încetarea relațiilor juridice bazate pe ea, cu anumite cazuri definite strict strict, dificile sau imposibil de reflectat, folosind o ipoteză abstractă.

## Declarația de normă juridică în regulament
Normele de drept sunt, de regulă, stabilite în acte juridice de reglementare, iar norma juridică poate fi cuprinsă în acte juridice de reglementare de diferite nivele și care reglementează diferite domenii de drept în esență și nu coincide cu articolul unui act legislativ unic. În acest sens, statul de drept și articolul de regulament nu este, în general identică. O normă de drept este o regulă de conduită constând dintr-o ipoteză și o sancțiune, iar un articol al unui act legislativ este o formă de exprimare a voinței de stat, un mijloc de punere în aplicare a statului de drept. Aceleași reguli de drept pot fi stabilite în variante juridice (autorizate) și precedente judiciare.
Supremația legii, fiind conținutul acesteia, este în mod diferit legată de articolul din actul de reglementare care servește drept formă.
Prezentând regula de conduită, legiuitorul poate:
- să includă toate cele trei elemente ale structurii logice a statului de drept într-un articol al unui act normativ;
- să includă mai multe norme juridice într-un articol din actul de reglementare;
- elemente ale statului de drept sunt stabilite în mai multe articole ale aceluiași act de reglementare;
- elemente ale statului de drept prevăzute în mai multe articole ale diferitelor reglementări.

Există trei modalități principale de prezentare a elementelor normelor juridice în articolele actelor normative:
1. direct (elementul statului de drept este stabilit în articol);
2. pătură (un element al unei norme legale este exprimat în forma cea mai generală, referindu-se la alte acte normative (fără a specifica o normă specifică, unde puteți găsi informații lipsă), la anumite ramuri ale legii și chiar la "legea aplicabilă" rămâne incertă);
3. referențial (elementul statului de drept nu este descris pe deplin; în schimb, se face trimitere la un articol specific al aceluiași act normativ).

## Tipuri de norme juridice
Norma juridică poate fi clasificată după mai multe criterii. 
În funcție de precizia lor, avem norme de drept strict (stricti juris) și norme directive. Normele de drept strict sunt cele clare, precise, rigide, care nu lasă loc de interpretare. Per a contrario, normele directive sunt cele care lasă loc de interpretare juridică, din motive diverse. Este de notat că, doar pentru că nu oferă o sancțiune strictă, nu înseamnă că normele directive sunt non-prescriptive. În prezent se asistă la un fenomen de "diluare a prescripțiilor juridice", în care normele juridice directive sunt preferate în locul celor stricte. Ca urmare a acestei schimbări, normele juridice devin un instrument de formulare al politicii publice.